# Вилейшис, Пятрас
Пя́трас Виле́йшис (лит. Petras Vileišis; 25 января 1851, Мядиняй, Ковенская губерния (ныне — Пасвальский район, Литва) — 12 августа 1926, Паланга, Литва) — инженер, предприниматель, меценат, литовский общественный и политический деятель; брат Антанаса, Анупраса и Йонаса Вилейшисов.

## Биография
Родился в крестьянской семье. C 1861 года учился в Поневеже. Окончил Шавельскую гимназию с золотой медалью (1870) и поступил на физико-математический факультет Санкт-Петербургского университета, который окончил кандидатом (1874). В 1880 году окончил Санкт-Петербургский институт путей сообщения и поступил на службу в Правление Московского округа путей сообщения. Руководил прокладкой железной дороги Вильно — Ровно (1883), с 1885 года линии Самара — Уфа, в 1889—1891 годах Уфа—Златоуст, в 1891—1894 годах Рязань—Казань.
В 1883 году был командирован в Бельгию для ознакомления с новейшей технологией строительства железнодорожных мостов. По возвращении работал специалистом по кессонам, затем учредил частную строительную компанию. Строил мосты через Донец, Красную, Даугаву, Днепр, Лиелупе; спроектировал и построил свыше 100 мостов. Заработал значительные суммы на строительстве железных мостов. В 1890 году обосновался в Вильне. Учредил здесь механические мастерские сельскохозяйственных орудий (1900), типографию для издания литовских книг (1904), магазин литовских книг (действовал до 1913 года). В декабре 1904 года начал издание первой легальной литовской газеты «Вильняус жиниос» («Виленские вести», „Vilniaus žinios“; выходила до марта 1909 года) и сам её редактировал.
В 1905—1906 годах построил по проекту архитектора Августа Клейна дворец на Антоколе. Часть комплекса предназначалась для публичных мероприятий и общественной деятельности. В 1907 году во дворце Вилейшиса была устроена первая литовская художественная выставка; после смерти Вилейшиса здесь действовали Литовское научное общество и литовское общество просвещения «Ритас» (ныне комплекс зданий занимает Институт литовской литературы и фольклора, Antakalnio g. 6).
По возвращении в 1905 году в Литву Йонаса Басанавичюса вместе с ним занимался созывом Великого Вильнюсского сейма и организацией Литовского научного общества. В 1907 году был избран в члены правление Литовского научного общества.
Однако к тому времени привезённый из России капитал, потраченный на всякого рода национальную работу, иссякал. Убыточные мастерские, типографию, книжный магазин пришлось продать (мастерские — акционерному обществу Вилия, книжный магазин — Юргису Шлапялису). В 1908 году вместе с семьёй выехал в Россию. Руководил строительством мостов, во время мировой войны участвовал в обществе помощи пострадавшим от военных действий, участвовал в деятельности, направленной на восстановление Литовского государства.
В 1921 году вернулся в Литву из Грузии и обосновался в Каунасе. Служил начальником корпуса инженеров министерства транспорта, был министром транспорта в 1922—1923 годах в кабинете министров Эрнестаса Галванаускаса.
Умер 12 августа 1926 года в Паланге. Был похоронен на средства государства в каунасской базилике. 21 марта 1935 года прах был перевезён в Вильну и упокоен в семейной могиле на кладбище Расу.

## Общественная деятельность
Активно участвовал в литовском общественном движении, пропагандировал развитие национального хозяйства, поддерживал просветительские инициативы. Пользуясь своим положением и связями с влиятельными российским чиновниками, добивался отмены запрета на литовскую печать латинским алфавитом. В 1878—1904 годах написал и вручил высшим должностным лицам Российской империи более десяти аргументированных прошений о разрешении печатать литовские книги латинским алфавитом, а также меморандум о необоснованности запрета на печать латинским шрифтом .
Ещё студентом организовал в Петербурге кружок литовских студентов, выпускал рукописную газетку латинским алфавитом „Kalvis melagis“ (1875—1876), участвовал в благотворительной деятельности литовских обществ в Петербурге.
Финансово поддерживал литовскую периодическую печать. Сотрудничал в «Варпасе» и «Аушре», сам писал и переводил книги на литовский язык, организовывал их издание и распространение. Получив в 1876—1877 годах разрешение Петербургского цензурного комитета, легально издал латинским алфавитом четыре своих книги. Позднее его сочинения издавали типографии в Восточной Пруссии и США. Пользуясь своим положением, содействовал литовским книгоношам в переправке запрещённых книг железнодорожным транспортом.
На свои предприятия принимал рабочих литовцев. В Вильне, наладив издание «Вильняус жиниос», готовил в своей типографии наборщиков литовской печати. Материально поддерживал организацию литовских художественных выставок, курсов литовского языка, школ.

## Литературная деятельность
Сотрудничал в литовской печати ещё во время её запрета латинским шрифтом («Варпас», «Аушре»). Сам писал и переводил книги на литовский язык, организовывал их издание и распространение. На свои средства издал около ста литовских изданий. Написал несколько рассказов, сценических картин, стихотворений. Владел древнегреческим, латинским, английским, немецким, французским, русским, польским языками. Переводил прозаические произведения Марка Твена, Брет Гарта, Генрика Сенкевича, Андерсена. Написал несколько учебников, написал или пересказал около тридцати популярных книжек на разные темы — из области ветеринарии, естественных наук, истории культуры, медицины, садоводства, сельского хозяйства. Использовал псевдонимы Petras Nėris, P. N., Giedris, Ramojus, V. Gintautas.

## Награды и звания
В 1923 году факультет гуманитарных наук Литовского университета присвоил ему степень почётного доктора литовской литературы. Литовское общество техников и инженеров избрало Вилейшиса своим почётным председателем (1924). В 1926 году технический факультет Литовского университета удостоил Вилейшиса званием почётного доктора-инженера. За заслуги перед страной Сейм Литовской Республики назначил ему государственную пенсию (1925).

## Память
Имя Пятраса Вилейшиса в 1926 году было присвоено улице и площади в Каунасе. В советское время они были переименованы, в 1989 году им было возвращено имя Вилейшиса. В 1929 году мост через Нярис в Каунасе был назван в честь Вилейшиса. Открытый в 1939 году в Каунасе памятник с бюстом Вилейшиса (скульптор Бернардас Бучас) в 1950 году был убран, в 1989 году восстановлен.
8 января 2018 года в Вильнюсе в сквере при улице Т. Косцюшкос был открыт памятник братьям Йонасу, Пятрасу и Антанасу Вилейшисам (скульптор Региминтас Мидвикис, архитекторы Линас Кругелис и Ричардас Криштапавичюс.